# Manor MRT05
Chronologie des modèles (2016)
Manor MRT07
La Manor MRT05 est la monoplace de Formule 1 engagée par l'écurie britannique Manor Racing dans le cadre du championnat du monde de Formule 1 2016. Elle est pilotée par l'Indonésien Rio Haryanto et l'Allemand Pascal Wehrlein qui débutent tous deux en Formule 1. À partir du Grand Prix de Belgique, Haryanto cède sa place au débutant français Esteban Ocon. Les pilotes-essayeurs sont l'Américain Alexander Rossi, qui a déjà disputé cinq Grands Prix pour Manor Marussia F1 Team au volant de la MR03B en 2015, le Britannique Jordan King, et Haryanto, à partir du Grand Prix de Belgique. 
Conçue par l'ingénieur britannique John McQuilliam, la MRT05 est présentée le 22 février 2016 sur le circuit de Barcelone en Espagne.

## Création de la monoplace
La Manor MRT05 se distingue de sa devancière, la Marussia MR03B par un nez long similaire à celui de la Ferrari SF15-T de 2015, un choix contraire au reste des monoplaces engagées en 2016. Le pilier de l'aileron arrière a été aminci et le volume des pontons a également été diminué au niveau intérieur. Eu égard à l'utilisation d'un moteur Mercedes, la prise d'air de la MRT05 est divisée en deux conduits afin d'alimenter le moteur en air et refroidir la boîte de vitesses. Le capot moteur se prolonge jusqu'à l'arrière de la monoplace tandis que les panneaux latéraux possèdent deux entailles à l'instar de la maquette de la Manor MNR1, développée à l’automne 2014. Au niveau de l'avant de la voiture, les pontons sont ornés de trois ailettes dont l'assise est divisée en deux et ajourée afin de faire circuler un flux d'air, permettant ainsi un effet de rabattement de ce flux sur les pontons : cela permet de protéger l'intérieur du diffuseur et d'éviter les turbulences provoquées par la rotation des roues arrière.
Pour le directeur technique, John McQuilliam, la mise au point d'une nouvelle monoplace à temps pour les essais hivernaux constituent une grande satisfaction : « Même à ce stade précoce de la partie, on peut facilement dire qu'il s’agit de la meilleure auto que nous ayons jamais sortie. C'est certainement la plus développée, la plus ambitieuse et la plus agressive. Le package global est un pas en avant très significatif ; et pas uniquement par rapport à celui de l'an dernier. Nous avons un grand chemin à parcourir en termes de développement de la MRT05, mais on peut déjà dire qu'il s'agit d'un package de rêve pour les 154 personnes de Manor Racing qui ont travaillé si dur sur son design et sa conception. Dans une équipe aussi petite que la nôtre, chaque individu a joué son rôle ». McQuilliam explique également que le travail sur la MRT05 a pleinement commencé au milieu de l'année 2015.

## Résultats en championnat du monde de Formule 1
| Saison | Écurie           | Moteur                           | Pneus   | Pilotes         | Courses | Courses | Courses | Courses | Courses | Courses | Courses | Courses | Courses | Courses | Courses | Courses | Courses | Courses | Courses | Courses | Courses | Courses | Courses | Courses | Courses | Points inscrits | Classement |
| Saison | Écurie           | Moteur                           | Pneus   | Pilotes         | 1       | 2       | 3       | 4       | 5       | 6       | 7       | 8       | 9       | 10      | 11      | 12      | 13      | 14      | 15      | 16      | 17      | 18      | 19      | 20      | 21      | Points inscrits | Classement |
| ------ | ---------------- | -------------------------------- | ------- | --------------- | ------- | ------- | ------- | ------- | ------- | ------- | ------- | ------- | ------- | ------- | ------- | ------- | ------- | ------- | ------- | ------- | ------- | ------- | ------- | ------- | ------- | --------------- | ---------- |
| 2016   | Manor Racing MRT | Mercedes V6 PU106C hybride turbo | Pirelli |                 | AUS     | BAH     | CHI     | RUS     | ESP     | MON     | CAN     | EUR     | AUT     | GBR     | HON     | ALL     | BEL     | ITA     | SIN     | MAL     | JAP     | USA     | MEX     | BRÉ     | ABU     | 1               | 11e        |
| 2016   | Manor Racing MRT | Mercedes V6 PU106C hybride turbo | Pirelli | Rio Haryanto    | Abd     | 17e     | 21e     | Abd     | 17e     | 15e     | 19e     | 18e     | 16e     | Abd     | 21e     | 20e     |         |         |         |         |         |         |         |         |         | 1               | 11e        |
| 2016   | Manor Racing MRT | Mercedes V6 PU106C hybride turbo | Pirelli | Pascal Wehrlein | 16e     | 13e     | 18e     | 18e     | 16e     | 14e     | 17e     | Abd     | 10e     | Abd     | 19e     | 17e     | Abd     | Abd     | 16e     | 15e     | 22e     | 17e     | Abd     | 15e     | 14e     | 1               | 11e        |
| 2016   | Manor Racing MRT | Mercedes V6 PU106C hybride turbo | Pirelli | Esteban Ocon    |         |         |         |         |         |         |         |         |         |         |         |         | 16e     | 18e     | 18e     | 16e     | 21e     | 18e     | 21e     | 12e     | 13e     | 1               | 11e        |

Légende : ici